# William Whitaker (Geologe)
William Whitaker  (* 4. Mai 1836 in London; † 15. Januar 1925 bei Croydon) war ein britischer Geologe. Er arbeitete vor allem als Hydrogeologe und galt auf diesem Gebiet als Pionier in Großbritannien.
Whitaker studierte am University College London mit einem Abschluss in Chemie 1855. Von 1856 bis 1896 war er beim Geological Survey von Großbritannien, wo er vor allem in der Hydrogeologie und in Südwestengland (Hertfordshire) und im Raum London arbeitete. Auch nach seiner Pensionierung beim Geological Survey arbeitete er als Ingenieur in der Hydrogeologie.
1883 wurde er Fellow der Royal Society. 1886 erhielt er die Murchison-Medaille. 1906 erhielt er die Prestwich Medal und 1923 die Wollaston-Medaille der Geological Society of London, deren Präsident er zeitweise war. Außerdem war er Präsident der Geologist´s Association.

## Schriften
- Guide to the geology of London and the neighborhood, H. M. Stationery Office,  1889, Online